# Kraftverk 3714
Kraftverk 3714 är en svensk independentfilm från 2005, regisserad av Markus Widegren. Filmen vann pris för bästa regi och bästa manliga huvudroll på filmfestivalen Rojo Sangre 2006 och för bästa specialeffekter på den italienska filmfestivalen International Film Festival The Return Of The Living Shorts 2007.

## Handling
Omgärdad av ändlös skog ligger Bråckaviken, ett litet samhälle vid Indalsälven. En idyllisk tillvaro där människor känner varandra väl, och tycker sig leva i gemenskap och trygghet. Johanna återvänder till sin hembygd efter några års frånvaro och blir snart varse om att allt inte står rätt till i byn.
Författaren William har ärvt sin morfar Vladimirs hus. Sakta börjar han inse att omständigheterna kring Vladimirs död är mer komplicerade än de verkar. Bybor sägs ha försvunnit oförklarligt. Johannas mor Elisabeth förefaller vara på väg att tappa förståndet. Rädsla börjar att sprida sig i det lilla samhället, och märkliga saker börjar att ske i Williams källare.
Någon har öppnat porten till en annan värld, en dimension som inte låter sig begripas med förnuftet. Och mitt i samhället ligger det gamla vattenkraftverket med sina mullrande generatorer.

## Rollista
- Maria Bergquist - Johanna
- Emil Jonsson - William
- Sandy Mansson - Elisabeth
- Anna-Sara Kennedy - Linn
- Anders Östlund - Tommy
- Åsa Siika - Vera
- Lina Östlund - Maja
- Gunnar Lindgren - Erik
- Michael Mansson - Vladimir
- Anne-Mari Häggblad - Gunvor